# 和平衛視中文頻道
和平衛視中文頻道（Peace TV Chinese-Mandarin）， 是一個華語伊斯蘭電視網絡。
自2015年12月29日起，和平衛視中文頻道開始向世界播送，但主要在亞洲、中東與澳洲。

## 外部連結
- 官方网站
- Facebook page